# 紅臉歌鷹
紅臉歌鷹（Micronisus gabar）是生活在非洲及阿拉伯半島的一種猛禽，為鷹科下的一個物種。

## 描述
紅臉歌鷹具多態性，隨著地理區域的不同，其形態會有所不同。較常見的紅臉歌鷹，其上半身為灰色，臀部為明顯的白色，胸部與大腿具白灰相間的條紋，尾巴則具有深灰色的條紋；在幼鳥時，胸部的條紋則會較不清楚。此外，還有一些較少見的紅臉歌鷹，其全身都是黑色的，估計占整體總量的25%。上述兩種類型的成鳥，其眼睛都是黑的，腿部及喙則都是紅色的；在幼鳥時，其腿部及喙則為黃色的，且翅膀會較偏棕色。雌鳥會明顯比雄鳥還重，雄鳥約重90~173公克，雌鳥則約重167~240公克。身長為28~36公分，展翅寬度則可達63公分。

## 分布及亞種
紅臉歌鷹生活於撒哈拉以南非洲至阿拉伯半島等地，目前已知的亞種如下：
- M. g. aequatorius：由衣索比亞高地至剛果民主共和國、尚比亞、莫三比克北部
- M. g. gabar: 安哥拉南部至尚比亞、莫三比克、南非
- M. g. niger: 塞內甘比亞至蘇丹、衣索比亞北部、阿拉伯半島西南部